# Genitocotyle heterostichi
Genitocotyle heterostichi är en plattmaskart. Genitocotyle heterostichi ingår i släktet Genitocotyle och familjen Opecoelidae. Inga underarter finns listade i Catalogue of Life.